# Cova de Gladysvale
La Cova de Gladysvale és una cova amb fòssils situada a la província de Gauteng, a Sud-àfrica. Forma part dels jaciments d'homínids fòssils sud-africans, Patrimoni de la Humanitat per la UNESCO, i també és Patrimoni Estatal sud-africà.

## Ubicació
La Cova de Gladysvale és a la província sud-africana de Gauteng, a uns 45 km al nord-nord-oest de la ciutat de Johannesburg. Es troba a uns 13 km al nord de Sterkfontein i Swartkrans, altres jaciments de Gauteng que han proporcionat restes fòssils d'homínids.

## Història
Gladysvale fou la primera cova que va visitar Robert Broom al Transvaal, quan cercava a mitjans de la dècada dels 1930 una cova que contingués restes d'homininis més a prop de Johannesburg que de Taung. Visità Gladysvale després que un col·leccionista de papallones del Museu del Transvaal informàs d'una "mandíbula humana" a la paret de la cova. Quan Broom arribà a la cova, la mandíbula havia desaparegut. Aleshores, Broom canvià el jaciment de Glaysvale pel de Sterkfontein.
El 1946, Phillip Tobias va dirigir una expedició d'estudiants al jaciment i en desenterraren un fòssil de papió remarcable. El 1948, Frank Peabody, de l'expedició nord-americana Camp Peabody, passà unes setmanes a Gladysvale, però no hi trobà cap resta d'homínid.
El jaciment fou abandonat pels científics fins que Lee Rogers Berger i André Keyser el van reobrir al 1991. Després d'unes setmanes d'excavació, s'hi trobaren les primeres restes d'homínids: dues dents atribuïdes a l'Australopithecus africanus. Aquest descobriment va convertir Gladysvale en el primer jaciment nou de descobriment d'homínids primerencs de Sud-àfrica des del 1948, l'any del descobriment del jaciment de Swartkrans per Robert Broom. El 2021, va assumir la recerca un dels seus estudiants, Keneiloe Molopyane.

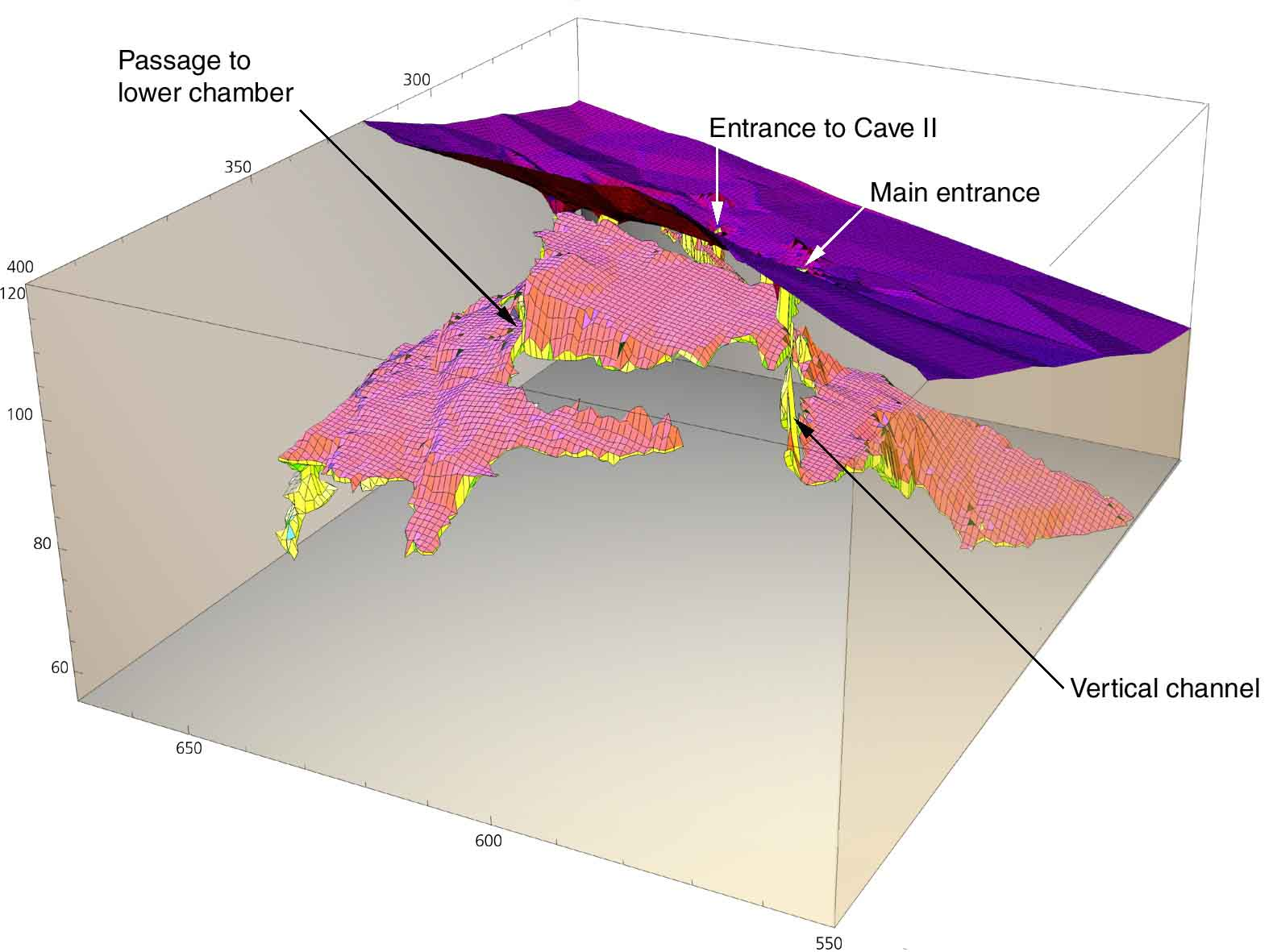
Reconstrucció en 3D dels tres conjunts principals de galeries de Gladyvale

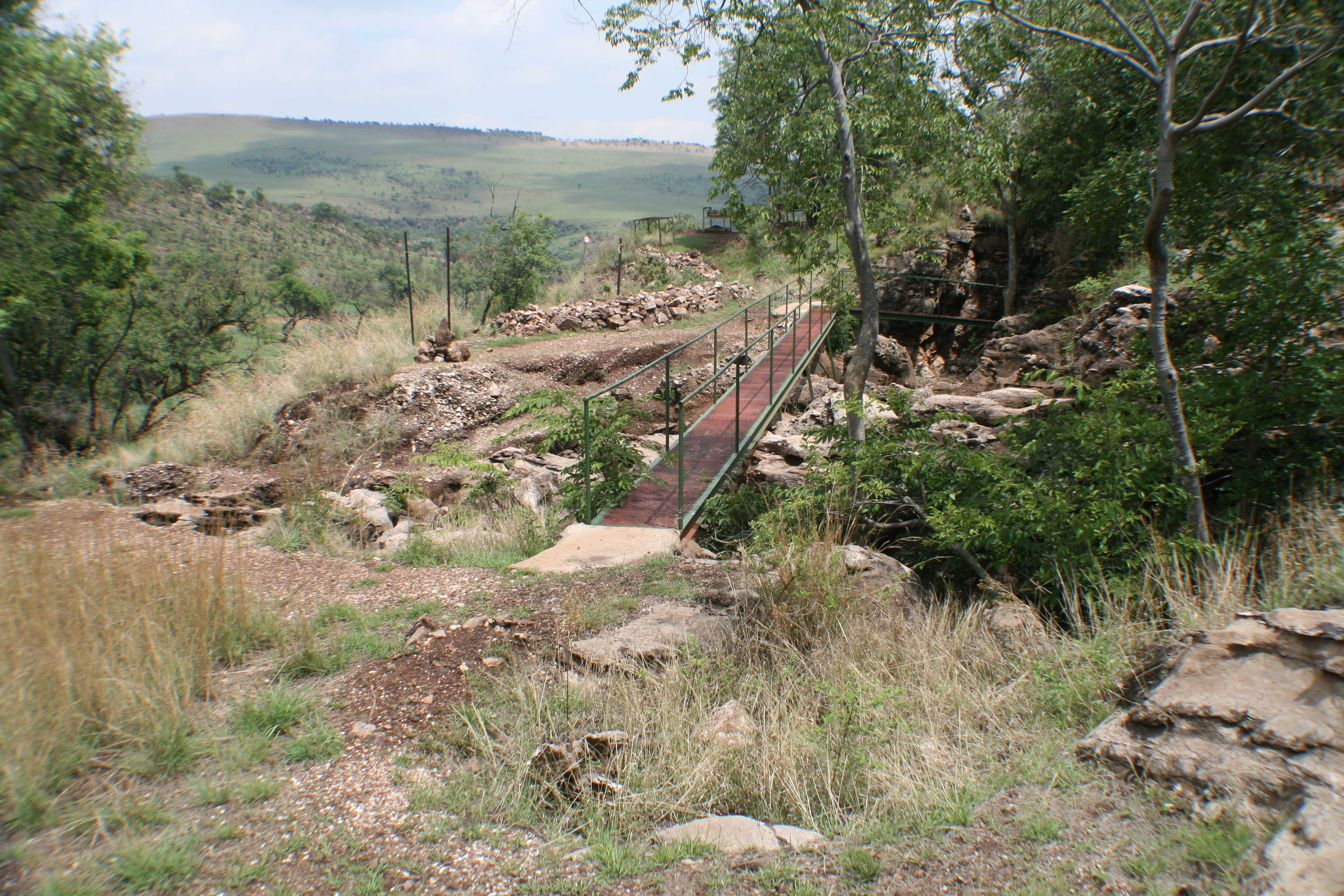
Dipòsits exteriors i passarel·la per a visitants

## Descripció
El jaciment es compon de tres conjunts de coves, amb la cova superior que conté els dipòsits interns de Gladysvale i un dipòsit extern. Gladysvale fou un dels primers jaciments d'Àfrica cartografiat en 3D, per Peter Schmid i investigadors de la Universitat de Zúric.
Gladysvale és coneguda per l'excepcional estratigrafia horitzontal. Ha sigut un camp de proves per a moltes tècniques de datació absoluta, en un intent de refinar la datació de les bretxes de les coves sud-africanes, l'edat de les quals no és pas fàcil de determinar.
La seqüència de Gladysvale s'ha datat amb una combinació de bioestratigrafia, paleomagnetisme (Andy Herries, Universitat de La Trobe, Austràlia), ressonància paramagnètica electrònica i datació per urani-tori. Es creu que els dipòsits més recents tenen uns 54.000 anys, mentre que els més antics, que es creu que han proporcionat restes d'australopitecs, tenen entre 2,4 i 2 milions d'anys. Els dipòsits exteriors de Gladysvale contenen restes faunístiques importants i estan datats d'entre 780.000 a 530.000 anys.

## Fòssils
Aquesta cova ha proporcionat milers de fòssils de vertebrats del plistocé i restes fòssils d'homínids rars. Dels dipòsits exteriors de Gladysvale, s'han recollit quasi un quart de milió d'ossos des que començaren les excavacions el 1992. Alguns milions d'ossos encara es troben in situ a la cova. Els fòssils recollits són exemplars d'antílop, zebra gegant, carnívors, i espècies extintes de llop, i micos.
Les restes rares d'homínids s'atribueixen a Australopithecus africanus i a una espècie primitiva no especificada del gènere Homo.

## Indústria lítica
El 2006, es va descobrir un bifaç de quarsita acheuliana als dipòsits interns, que és més antic que la inversió de Brunhes-Matuyama del camp magnètic terrestre, datada de fa 781.000 anys. L'acheulià es coneix a Sud-àfrica des de fa 1,6 milions d'anys.